# NGC 291
NGC 291 је спирална галаксија у сазвежђу Кит која се налази на NGC листи објеката дубоког неба.
Деклинација објекта је - 8° 46' 3" а ректасцензија 0h 53m 29,8s. Привидна величина (магнитуда) објекта NGC 291 износи 13,9 а фотографска магнитуда 14,8. NGC 291 је још познат и под ознакама MCG -2-3-35, IRAS 00510-0901, PGC 3140.